# Вазово
Вазово (болг. Вазово) — село в Болгарии. Находится в Разградской области, входит в общину Исперих. Население составляет 930 человек.

## Политическая ситуация
В местном кметстве Вазово, в состав которого входит Вазово, должность кмета (старосты) исполняет Сабри Ахмед Мюзекяр (Движение за права и свободы (ДПС)) по результатам выборов.
Кмет (мэр) общины Исперих — Адил Ахмед Решидов (Движение за права и свободы (ДПС)) по результатам выборов.